# Auloserpusia charadrophila
Auloserpusia charadrophila är en insektsart som beskrevs av Nicholas David Jago 1964. Auloserpusia charadrophila ingår i släktet Auloserpusia och familjen gräshoppor. Inga underarter finns listade i Catalogue of Life.